# Akademia Sił Zbrojnych generała Milana Rastislava Štefánika
Akademia Sił Zbrojnych generała Milana Rastislava Štefánika (słow. Akadémia ozbrojených sil generála Milana Rastislava Štefánika) – słowacka publiczna uczelnia wojskowa, zlokalizowana w Liptowskim Mikułaszu. 
Uczelnia wojskowa w Liptowie funkcjonowała od 1945 roku. 1 września 1973 uzyskała ona status szkoły wyższej (Vysoká vojenská technická škola). W 1993 roku po rozpadzie Czechosłowacji funkcjonowała jako Akademia Wojskowa. W 2004 słowacka Rada Narodowa powołała dwie uczelnie: Akademię Sił Zbrojnych (Akadémie ozbrojených síl) publiczny uniwersytet, którego patronem został Milan Rastislav Štefánik oraz Narodową Akademię Obrony Marszałka Andreja Hadika (Národnej akadémie obrany), która miała być centrum edukacyjnym dla dalszego oraz specjalnego szkolenia wojskowych. W 2008 roku Narodowa Akademia Obrony została zniesiona, a Akademia Sił Zbrojnych przejęła jej rolę.   
W skład uczelni wchodzą następujące jednostki:
- Katedra Zarządzania
- Katedra Elektroniki
- Katedra Inżynierii Mechanicznej
- Katedra Informatyki
- Katedra Nauk Społecznych i Języków Obcych
- Katedra Wychowania Fizycznego i Sportu
- Katedra Obrony i Bezpieczeństwa